# Guards Club Island
Guards Club Island, auch Bucks Ait genannt, ist eine Insel in der Themse bei Maidenhead, Berkshire. Die Insel ist mit dem Festland am Guards Club Park durch eine niedrige Fußgängerbrücke aus Gusseisen und Holz verbunden, die die Durchfahrt verhindert. Die Insel bekommt ihren Alternativnamen durch die zu einer Kette verbundenen Aalreusen an deren Stelle 1865 die Brücke errichtet wurde, um Zugang zum nicht mehr existierenden Bootshaus des Guards Clubs zu ermöglichen.
Die Insel ist Teil des Guards Club Park, der eine öffentliche Grünfläche und Landschaftsschutzgebiet ist; der Zugang zur Insel ist zwischen Dezember und Juni eingeschränkt, da sie ein Nistplatz für Enten ist.